# Cuscuta fasciculata
Cuscuta fasciculata är en vindeväxtart som beskrevs av Truman George Yuncker. Cuscuta fasciculata ingår i släktet snärjor, och familjen vindeväxter. Inga underarter finns listade i Catalogue of Life.